# Atletisme als Jocs Olímpics d'Estiu de 1920 - 3 km marxa masculina
Els 3 km marxa va ser una de les proves del programa d'atletisme disputades durant els Jocs Olímpics d'Anvers de 1920. La prova es va disputar entre el 20 i el 21 d'agost de 1920 i hi van prendre part 22 atletes de 12 nacions diferents.

## Medallistes
| Or                 | Plata               | Bronze              |
| Ugo Frigerio (ITA) | George Parker (AUS) | Richard Remer (USA) |

## Rècords
Aquests eren els rècords del món i olímpic que hi havia abans de la celebració dels Jocs Olímpics de 1920.
| Rècord del Món | 12' 53.8" | Aage Rasmussen   | ?            | 1918              |
| Rècord Olímpic | 15' 13.2" | György Sztantics | Atenes (GRE) | 1 de maig de 1906 |

En cada carrera es va establir un nou rècord olímpic. En la primera semifinal Donato Pavesi va millorar el rècord amb un temps de 13' 46.8". En la segona semifinal va ser el seu compatriota Ugo Frigerio el que va millorar el rècord amb un temps de 13' 40.2". En la final, novament Frigerio tornà a millorar el rècord olímpic amb un temps de 13' 14.2". En haver-se deixat de disputar aquest rècord continua vigent.

## Resultats

### Semifinals
Els sis primers classificats de cada semifinal passaven a la final.
- (entre parèntesis temps estimat)

| Pos. | Atleta         | Nació          | Temps     |
| ---- | -------------- | -------------- | --------- |
| 1    | Donato Pavesi  | Itàlia         | 13'46"9   |
| 2    | George Parker  | Austràlia      | (13'47"9) |
| 3    | Thomas Maroney | Estats Units   | (13'52"1) |
| 4    | Charles Dowson | Regne Unit     | (13'54"9) |
| 5    | Niels Pedersen | Dinamarca      | (14'06"3) |
| 6    | Jean Segers    | Bèlgica        | (14'09"2) |
| 7    | Paul Verlaeckt | Bèlgica        | ND        |
| -    | Josef Šlehofer | Txecoslovàquia | DQ        |
| -    | Cor Gubbels    | Països Baixos  | DQ        |
| -    | Eduard Hermann | Estònia        | DQ        |
| -    | Joseph Pearman | Estats Units   | DQ        |

| Pos. | Atleta               | Nació         | Temps     |
| ---- | -------------------- | ------------- | --------- |
| 1    | Ugo Frigerio         | Itàlia        | 13'40"2   |
| 2    | Cecil McMaster       | Sud-àfrica    | (13'48"5) |
| 3    | Richard Remer        | Estats Units  | (13'54"1) |
| 4    | William Roelker      | Estats Units  | (13'59"8) |
| 5    | William Hehir        | Regne Unit    | ND        |
| 6    | Charles Gunn         | Regne Unit    | ND        |
| 7    | August Schotte       | Països Baixos | ND        |
| 8    | Edward Freeman       | Canadà        | ND        |
| 9    | Charles Wiggers      | Bèlgica       | ND        |
| -    | Stanislas Anselmetti | Suïssa        | DQ        |
| -    | Gunnar Rasmussen     | Dinamarca     | DQ        |

### Final
| Pos. | Atleta          | Nació        | Temps oficial | Temps oficiós |
| ---- | --------------- | ------------ | ------------- | ------------- |
| 1    | Ugo Frigerio    | Itàlia       | 13'14"2       |               |
| 2    | George Parker   | Austràlia    |               | 13'19"6       |
| 3    | Richard Remer   | Estats Units |               | 13'22"2       |
| 4    | Cecil McMaster  | Sud-àfrica   |               | 13'23"6       |
| 5    | Thomas Maroney  | Estats Units |               | 13'25"0       |
| 6    | Charles Dowson  | Regne Unit   |               | 13'28"0       |
| 7    | William Hehir   | Regne Unit   |               | 13'29"8       |
| 8    | William Roelker | Estats Units |               | 13'30"4       |
| 9    | Jean Segers     | Bèlgica      |               | 13'31"3       |
| 10   | Charles Gunn    | Regne Unit   |               | 13'34"0       |
| 11   | Niels Pedersen  | Dinamarca    |               | 13'36"8       |
| -    | Donato Pavesi   | Itàlia       | Desqualificat | Desqualificat |